# Jacob Proost
Jacob Proost, in het Latijn Jacobus Praepositus en in het Duits Jakob Probst (Ieper, 1486 – Bremen, 30 januari 1562) was een augustijn, theoloog en lutheraan die uitweek van de Nederlanden naar Noord-Duitsland. In Bremen werd hij superintendent.

## Leven
Jacob Proost trad in bij de augustijnen van Ieper en zocht Maarten Luther op in Erfurt en Wittenberg. In Erfurt zou hij een kloostercel hebben gedeeld met de hervormer. In 1519 volgde Proost Johannes van Mechelen op als prior van het Antwerpse klooster, dat openlijk het lutheranisme begon te verkondigen. Erasmus prees hem in een brief van 30 mei 1519 aan Luther als een van de weinigen die niet preekte over fabels of uit winstbejag. Proost onderhield ook zelf briefwisseling met Luther en ging in 1521 met Hendrik van Zutphen weer naar Wittenberg om aan de universiteit zijn licentiaat in de theologie te behalen.
Bij zijn terugkeer te Antwerpen eind 1521 werd klacht tegen hem ingediend. De bisschop van Kamerijk liet op 6 december een onderzoek instellen door de Leuvense inquisiteurs Nicolaas Baechem en Jacobus Latomus. Proost werd ontboden naar Brussel bij Frans van der Hulst, inquisiteur-generaal van de inquisitie in de Nederlanden  en door hem gevangengezet. Onder druk en na gesprekken met Jean Glapion herriep hij zijn dwalingen. Zijn publieke recantatie op 9 februari 1522 in de Sint-Michielskerk omvatte het afzweren van dertig lutherse stellingen in het Nederlands en Latijn. Hij werd overgeplaatst naar de augustijnen van Ieper en mocht niet meer in Antwerpen verschijnen. De nieuwe prior was Hendrik van Zutphen, die op 22 september op zijn beurt werd vastgezet in de Sint-Michielsabdij, waaruit een menigte Quade Wijffs hem een week later bevrijdde.
Ondertussen voelde Proost zich in Ieper schuldig over zijn zwakheid en predikte hij met hernieuwde moed het evangelie. Opnieuw werd hij aangehouden, wat hem als hervallen herroeper de vuurdood in het vooruitzicht stelde. Tijdens zijn gevangenschap in Brussel kon hij met de hulp van een minderbroeder ontsnappen naar Wittenberg. De herroeping werd hem door Luther vergeven. Hij trad uit de orde en trouwde er met een familielid van Luthers echtgenote. Ook hield hij in 1534 Luthers dochter Margerete ten doop.
Op aanbeveling van Luther werd hij in 1524 predikant in Bremen, waar de strijd voor politieke autonomie tegen de aartsbisschop een vruchtbare grond bood voor het lutheranisme. Hij hielp er Hendrik van Zutphen met het verspreiden van de leer, kreeg de bediening van de Onze-Lieve-Vrouwekerk en was in 1532 betrokken bij de Opstand van de 104, die een einde stelde aan de rooms-katholieke diensten in de Dom van Bremen. In 1534 werd hij ook superintendent (equivalent van bisschop). Later bestreed hij de calvinistische neigingen van Albert Hardenberg, maar hij moest in 1559 terugtreden. Zijn opvolger was Tilemann Hesshusen. Proost overleed nog datzelfde jaar.

## Film
In Storm: Letters van Vuur (2017) werd Proost gespeeld door Egbert-Jan Weeber.

## Publicatie
- Eine schöne und klägliche Historie an gemeine fromme Christenheit von beiden Gefängnissen, Colmar, 1524